# Herb Pyzdr
Herb Pyzdr – jeden z symboli miasta Pyzdry i gminy Pyzdry w postaci herbu.

## Wygląd i symbolika
Herb przedstawia fragment czerwonego muru miejskiego z białymi blankami i bramą o otwartych złotych wrotach. Ponad murem umieszczona centralnie postać księcia kaliskiego Bolesława Pobożnego, wręczającego dwa zielone szczepy winorośli klęczącym po jego obu bokach postaciom. Nad głową księcia widnieje złota korona. Mobilia te umieszczone są w błękitnej tarczy herbowej.

## Historia

Dawny herb Pyzdr

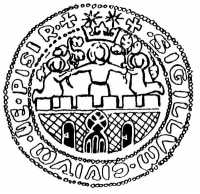
Pieczęć Pyzdr używana XIV-XVI w.

Dawna wersja herbu przedstawiała blankowany, czerwony mur z jedną wieżą o dwóch oknach, krytą czarnym trapezowym dachem, zwieńczonym dwoma gałkami na żerdziach. Pochodziła z przedstawienia na mniejszej pieczęci, tzw. pieczęci sekretnej miasta, służącej do stemplowania korespondencji.
8 lutego 1992 roku uchwalono herb, którego wzór nawiązuje do najstarszego miejskiego godła, znanego z odcisku pieczęci na XIV-wiecznym dokumencie. Pieczęć miała w otoku napis: SIGILLVM CIVIVM DE PISDRE[NSIS], używano jej w latach 1312–1575. Przedstawiona scena wręczania szczepów winorośli symbolizuje akt nadania praw miejskich Pyzdrom.